# 圣欧仁 (滨海夏朗德省)
圣欧仁（法語：Saint-Eugène，法語發音：[sɛ̃t‿øʒɛn]）是法国滨海夏朗德省的一个市镇，位于该省东部偏南，属于容扎克区。

## 地理
圣欧仁（45°30'27"N, 0°17'9"W）面积16.56 平方千米，位于法国新阿基坦大区滨海夏朗德省，该省份为法国西部滨海省份，北起旺代省，西临大西洋，南至吉倫特省，东南接多爾多涅省，东北接德塞夫勒省接壤，东临夏朗德省。
与圣欧仁接壤的市镇（或旧市镇、城区）包括：巴雷、甘村、拉谢斯、内河畔圣帕莱、阿尔希亚克、阿尔特纳克、布里苏萨尔希亚克。
圣欧仁的时区为UTC+01:00、UTC+02:00（夏令时）。

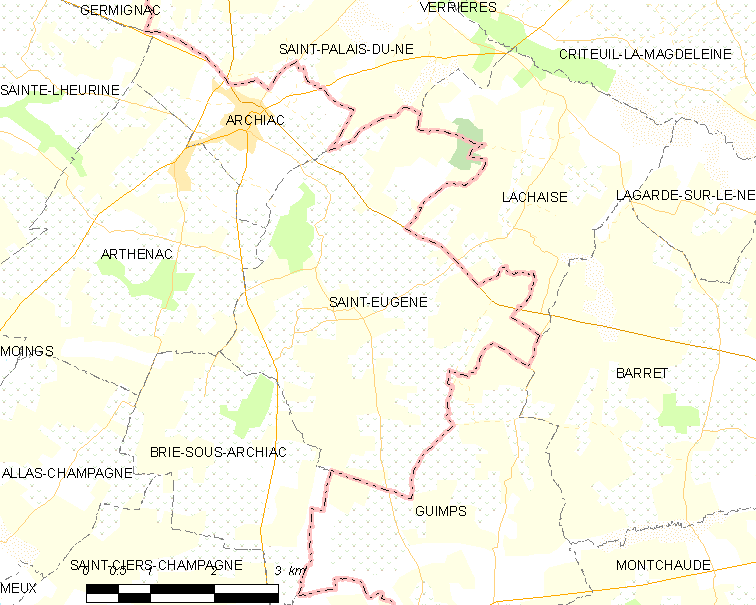
圣欧仁的OSM定位图

## 行政
圣欧仁的邮政编码为17520，INSEE市镇编码为17326。

## 政治
圣欧仁所属的省级选区为容扎克县。

## 人口

1962-2008年间圣欧仁人口变化图示

圣欧仁于2022年1月1日时的人口数量为285人。